# Битва під Моргартеном
Битва під Моргартеном (нім. Morgarten; 15 листопада 1315) — битва між ополченням нещодавно утвореного Швейцарського союзу трьох кантонів й австрійськими військами Габсбургів. Битва під Моргартеном показала цілковиту неефективність лицарської кінноти у гірських районах і стала однією з перших битв у середньовічній історії, де піхота здобула переконливу перемогу над важко озброєними кінними лицарями.

## Передісторія
Дім Габсбургів у прагненні контролювати Сен-Готтард — найкоротший шлях до Італії — зіткнувся з інтересами трьох лісових кантонів (Урі, Швіц та Унтервальден), що мали грамоти від попередніх правителів Священної Римської імперії, які дарували їм широкі права автономії в межах імперських земель. У 1314 році Людвіг Баварський, майбутній імператор, і Фрідріх Красивий Габсбург одночасно проголосили себе імператорами Священної Римської імперії. Кантони підтримали Людвіга Баварського, оскільки побоювались, що Габсбурги захоплять їхні землі та включать їх до своїх володінь, як це вже було наприкінці XIII століття. Кантон Швіц був першим швейцарським кантоном, що відкрито спровокував конфлікт з Австрією. У 1315 році жителі кантону напали і спустошили прикордонний бенедиктинський монастир, що перебував під австрійським протекторатом. Формальним приводом до конфлікту послужили протиріччя у зв'язку з розділом земель пасовищ.

## Хід битви

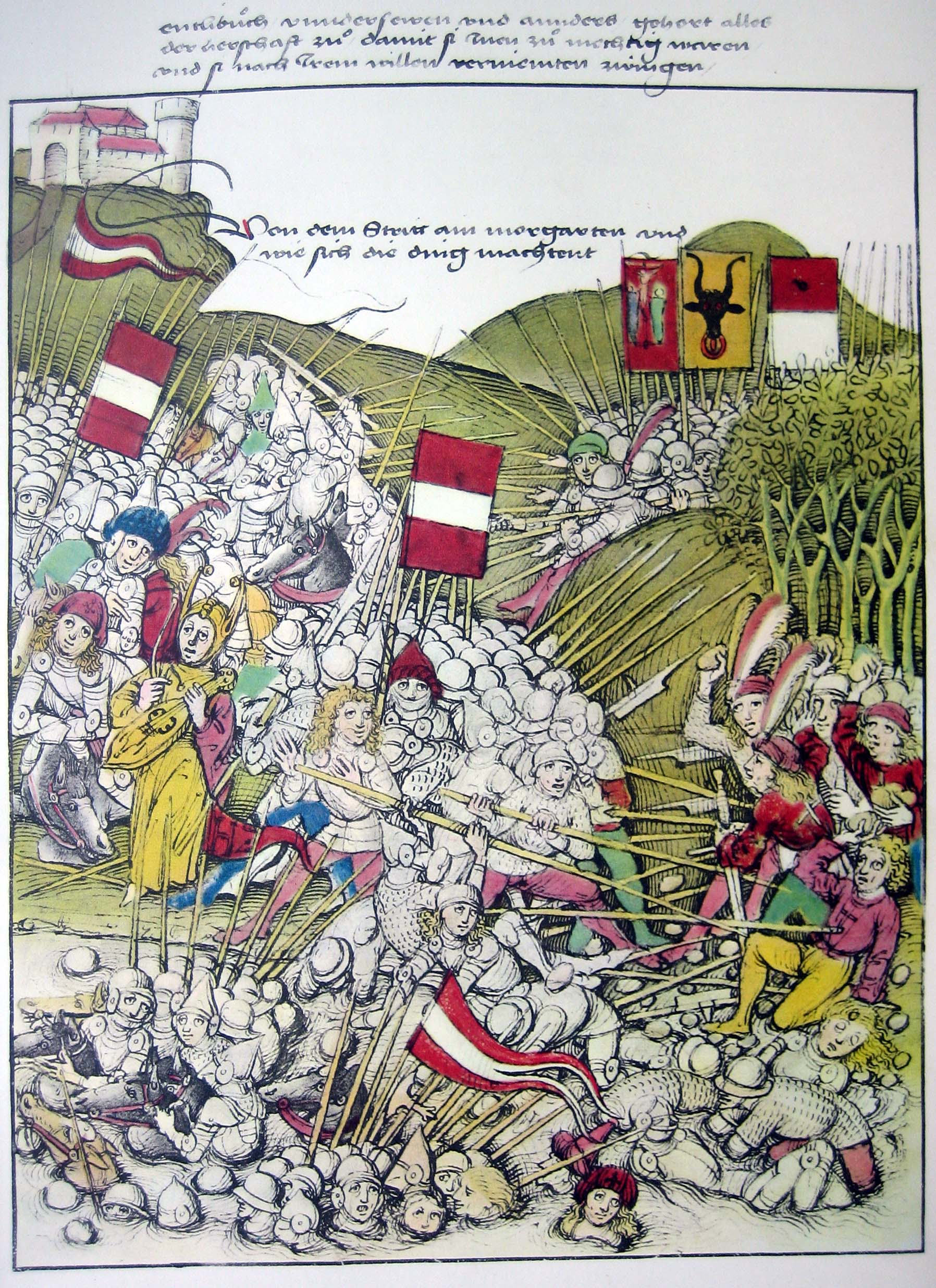
Мініатюра XIV століття

Похід проти повсталих кантонів очолив брат Фрідріха III, герцог Леопольд Австрійський. Австрійські війська налічували до 9 000 воїнів, з них близько 2000 вершників. Зіткнувшись з такими силами, повстанці укрились за численними дерев'яними й земляними укріпленнями. Знаючи про захисні споруди супротивника, Леопольд вирішив вдарити по найслабшій ланці у захисті повстанців, шлях до якого лежав через перевал Моргартен. Проти австрійців, що наступали, кантон Швіц виставив лише 1300 чоловік, до яких приєднались допоміжні загони кантонів Урі (300 воїнів) та Унтервальден (100 воїнів). Повстанці влаштували засідку між озером і Моргантенським проходом, де вузька стежка лежала між крутим спуском й болотом. Австрійська армія рухалась колоною, в голові якої знаходились лицарі. Досягнувши вузького дефіле, австрійці виявили, що дорога спереду заблокована. Змушені повернути ліворуч, австрійці пішли вузькою стежкою і незабаром стикнулись з черговою перешкодою з невеликого загону повстанців, що тримали оборону поблизу села Шафштеттен. Швейцарці наполегливо тримали оборону, намагаючись стримати натиск австрійського авангарду.
Зупинивши просування австрійців, швейцарці здобули першу тактичну перемогу, яка була частиною єдиного плану дій з розгрому й знищення армії супротивника. Австрійська колона перетворилась на важку й неповоротку масу людей. Тим часом швейцарці відрядили невеликий загін обраних людей, які, рухаючись лісистим схилом, мали відрізати австрійський авангард від решти сил. Загін успішно справився зі своїм завданням, заваливши прохід стовбурами дерев та іншим сміттям. Австрійська піхота виявилась відрізаною від кінноти. Практично одразу ж швейцарці атакували з лісу, закидавши австрійців градом каміння, після чого почалась пряма рукопашна сутичка, у якій швейцарці вміло використовували свої алебарди й сокири. Австрійці, охоплені жахом, змушені були відступати до болота, де багато з них загинуло. Загалом у битві загинуло близько 2000 австрійців, головним чином, лицарів. Втрати швейцарців були мінімальними.
Йоганн Вінтертурський, тогочасний хроніст, писав про цю битву так:
«Це була не битва, людей герцога Леопольда просто різали, як худобу; горці убивали їх, як овечок на бійні. Ніхто не чинив опору, але всі до останнього, без розбору, були перебиті. Гнів конфедератів був настільки великим, що загони австрійської піхоти, побачивши, як найхоробріші лицарі падають безпорадними, в паніці кидались до озера, надаючи перевагу загибелі у його водах перед смертю від ярості своїх ворогів».
Розгром швейцарцями феодальної армії Габсбургів забезпечив незалежність конфедерації й послужив поштовхом до формування швейцарської держави.

## Документальні фільми
Morgarten findet statt, Еріх Ланг'яр (1978)
Werner Stauffacher — Die Schlacht am Morgarten [Архівовано 16 серпня 2015 у Wayback Machine.] (нім.) перша серія документального фільму «Die Schweizer» (Швейцарці, 2013).